# Volo Aeroflot 109
Il volo Aeroflot 109 (in russo Рейс 109 Аэрофлота?, Rejs 109 Aeroflota) era un volo di linea passeggeri nazionale da Mosca a Čita con scali a Čeljabinsk, Novosibirsk e Irkutsk. Nell'ultimo tratto della rotta, il 18 maggio 1973, un terrorista dirottò l'aereo, chiedendo di essere trasportato in Cina; la sua bomba esplose in volo dopo che fu colpito dal maresciallo dell'aria presente a bordo.

## L'aereo
Il velivolo coinvolto era un Tupolev Tu-104A registrato CCCP-42379 per Aeroflot. La disposizione della cabina originariamente aveva posti a sedere sufficienti per 70 passeggeri, ma la configurazione era stata modificata per ospitarne 85. Il Tupolev Tu-104 volò per la prima volta il 17 maggio 1958. Al momento dell'incidente, l'aereo aveva accumulato 19.329 ore di volo e 8.841 cicli di pressurizzazione.

## L'equipaggio
A bordo del Tupolev erano presenti 72 passeggeri, inclusi quattro bambini, e aveva un equipaggio composto da nove membri. In cabina c'erano:
- il comandante Nikolaj Obodjanskij;
- il primo ufficiale Jurij Ponomarëv;
- l'ingegnere di volo Georgij Kuzenkov;
- il navigatore Vladislav Baryšnikov;
- l'operatore radio Nikolaj Efimcev.

Tat'jana Evstigneeva, Olga Koricko e Gennadij Gračëv prestavano servizio come assistenti di volo in cabina passeggeri; il volo era sorvegliato dal poliziotto Vladimir Ežikov, della milicija.

## Il tentato dirottamento
Il volo effettuò la tratta Mosca-Irkutsk senza incidenti. Il 18 maggio, alle 03:02 (ora di Mosca), il volo partì dall'aeroporto di Irkutsk, diretto a Čita, e proseguì ad un'altitudine di crociera di 30 000 piedi (9 100 m). Alle 03:22, il volo 109 entrò nella zona del controllo del traffico aereo di Čita, e alle 03:32 il controllore permise al volo di scendere a 16 000 piedi (4 900 m). Poco dopo, alle 03:36, la radio del Tupolev trasmise per tre volte un segnale di allarme; l'equipaggio informò il controllo di Čita che un passeggero in cabina insisteva su un cambio di rotta verso la Cina. Il controllore confermò di aver preso atto delle informazioni. Alle 03:36:30, l'equipaggio riferì che avrebbe mantenuto una quota di 21 000 piedi (6 400 m); alle 03:36:45, il controllore chiese all'equipaggio la loro altitudine attuale, dalla quale riferirono che sarebbero saliti a 22 000 piedi (6 700 m).
Alle 03:38 venne inviata una trasmissione codificata che comunicava che il volo era in pericolo, interrompendosi dopo il nono trattino. In quel momento, quando l'ufficiale di sicurezza Vladimir Ežikov sparò al dirottatore, forse per avventatezza, la bomba esplose. Il controllore informò i piloti della loro posizione rispetto all'aeroporto, ma questi non risposero; il punto sullo schermo radar che mostrava l'aereo era apparso come una sfocatura prima di scomparire completamente.
Alle 04:55, l'equipaggio di un Mi-8 scoprì i resti dell'aereo 97 km a ovest dell'aeroporto di Čita, che si estendevano su un'area di oltre 10 chilometri. Nessuna delle 81 persone a bordo dell'aereo era sopravvissuta.

## Le indagini
Cinque testimoni oculari riferirono di aver visto e sentito un'esplosione nell'aria tra le 09:35 e le 09:45 ora locale (dalle 03:35 alle 03:45 ora di Mosca); secondo la commissione incaricata delle indagini, l'aereo si era spezzato a mezz'aria in più tronconi, il che faceva pensare ad un brusco cambio di pressione.
Le indagini forensi rivelarono che l'esplosione era stata causata dal passeggero Chingis Yunusogly Rzayev, nato a Irkutsk nel 1941. Quando aveva cercato di infiltrarsi nella cabina di pilotaggio, Ežikov gli sparò alla schiena; il proiettile aveva colpito l'area dell'ottavo spazio intercostale prima di penetrare nel cuore. Mentre giaceva morente, tuttavia, Rzayev era riuscito ad attivare la bomba che aveva con sé, composta da 5,5-6 chilogrammi di TNT.
Il rapporto finale affermava: